# Whitney Newey
Whitney Kent Newey (* 17. Juli 1954) ist ein US-amerikanischer Wirtschaftswissenschaftler. Der Schwerpunkt seiner Arbeit liegt im Bereich Ökonometrie, besondere Bekanntheit erlanget er gemeinsam mit Kenneth West durch die Entwicklung des Newey–West-Schätzers zur Korrektur der Standardfehler bei Vorliegen von autokorrelierten Fehlertermen in der Regressionsanalyse.

## Werdegang, Forschung und Lehre
Newey studierte an der Brigham Young University, an der er 1978 als Bachelor of Arts graduierte. Anschließend ging er ans Massachusetts Institute of Technology nach Boston. Dort schloss er 1983 sein Ph.D.-Studium mit der Arbeit „Specification Testing and Estimation Using a Generalized Method of Moments“ ab.
Ab 1983 war Newey an der Princeton University tätig, zunächst als Assistant Professor, ab 1988 als Associate Professor. 1990 folgte er einem Ruf zurück ans MIT, wo er in der wirtschaftswissenschaftlichen Fakultät eine Professur übernahm. 2004 übernahm er den Jane-Berkowitz-Carlton-and-Dennis-William-Carlton-Lehrstuhl an der Hochschule.
Neweys Arbeitsschwerpunkt liegt im Bereich der Ökonometrie, wobei er mit Veröffentlichungen zur Beschreibung ökonomischer Zusammenhänge durch stochastische Modelle hervortrat. Insbesondere zur Güte von Schätzern publizierte er regelmäßig.
Für seine Arbeit wurde Newey mehrfach ausgezeichnet. 1987 wurde er Forschungsstipendiat der Alfred P. Sloan Foundation (Sloan Research Fellow). Seit 1989 ist er Fellow der Econometric Society, seit 2007 zudem Fellow der American Academy of Arts and Sciences.